# Municipio de Van Meter (Iowa)
El municipio de Van Meter (en inglés: Van Meter Township) es un municipio ubicado en el condado de Dallas en el estado estadounidense de Iowa. En el año 2010 tenía una población de 3353 habitantes y una densidad poblacional de 32,21 personas por km².

## Geografía
El municipio de Van Meter se encuentra ubicado en las coordenadas 41°33′12″N 93°57′31″O / 41.55333, -93.95861. Según la Oficina del Censo de los Estados Unidos, el municipio tiene una superficie total de 104.09 km², de la cual 102.75 km² corresponden a tierra firme y (1.29%) 1.34 km² es agua.

## Demografía
Según el censo de 2010, había 3353 personas residiendo en el municipio de Van Meter. La densidad de población era de 32,21 hab./km². De los 3353 habitantes, el municipio de Van Meter estaba compuesto por el 97.67% blancos, el 0.42% eran afroamericanos, el 0.3% eran amerindios, el 0.45% eran asiáticos, el 0.03% eran isleños del Pacífico, el 0.21% eran de otras razas y el 0.92% pertenecían a dos o más razas. Del total de la población el 1.28% eran hispanos o latinos de cualquier raza.